# Ли Чен-Гым
Ли Чен-Гым, другой вариант — Ли Чен Гым (6 февраля 1919 года, село Николаевка, Приморская область — 20 мая 1986 года) — звеньевой колхоза имени Свердлова Верхне-Чирчикского района Ташкентской области, Узбекская ССР. Герой Социалистического Труда (1951).

## Биография
Родился в 1919 году в крестьянской семье в селе Николаевка Приморской области.
В 1937 году вместе с родителями депортирован на спецпоселение в Ташкентскую область Узбекской ССР. Окончил 9 классов средней школы в колхозе имени Свердлова Верхне-Чирчикского района. С 1941 года трудился рядовым колхозником, звеньевым полеводческого звена, помощником бригадира в колхозе имени Свердлова Верхне-Чирчикского района.
В 1950 году звено Ли Чен-Гыма получило в среднем с каждого гектара по 141,7 центнеров зеленцового стебля кенафа на участке площадью 8 гектаров. Указом Президиума Верховного Совета СССР от 22 мая 1951 года удостоен звания Героя Социалистического Труда с вручением ордена Ленина и золотой медали «Серп и Молот».
Неоднократно участвовал во Всесоюзной выставке ВДНХ (1955—1957, 1971, 1973).
В 1953 году избирался депутатом Барданкульского сельсовета Верхне-Чирчикского района. В 1956 году вступил в КПСС.
Проработал в колхозе до выхода на пенсию в 1975 году. Персональный пенсионер союзного значения.
Скончался в мае 1986 года. Похоронен на кладбище бывшего колхоза имени Свердлова (сегодня — фермерское хозяйство имени Ахмеда Яссави Юкарычирчикского района).

## Награды
- Герой Социалистического Труда
- Орден Ленина — дважды (1951, 1953)
- Медаль «За доблестный труд в Великой Отечественной войне 1941—1945 гг.»
- Серебряная медаль ВДНХ (1958)
- Бронзовая медаль ВДНХ (1972)
- Почётная Грамота Президиума Верховного Совета Узбекской ССР — дважды (1955, 1956)
- Почётная Грамота Коммунистического райкома Компартии Узбекистана (1976)